# Siskiwitia
Siskiwitia é um gênero de traça pertencente à família Cosmopterigidae.